# Anomis eueres
Anomis eueres är en fjärilsart som beskrevs av Louis Beethoven Prout 1928. Anomis eueres ingår i släktet Anomis och familjen nattflyn. Inga underarter finns listade i Catalogue of Life.